# Brazo Armado del Pueblo
O Brazo Armado del Pueblo (Braço Armado do Povo) foi uma organização terrorista que operou na Costa Rica na década de 1990, sendo desarticulada em 1991. A organização operava clandestinamente em um acampamento de uma fazenda localizada em La Ponderosa de la Unión, cantão de Pococí, província de Limón. O grupo planejava uma série de assaltos e roubos no noroeste do país com o suposto objetivo de arrecadar fundos para uma revolução contra o então governo de Rafael Ángel Calderón Fournier, porém vários de seus integrantes; Javier Ramírez Avilés, Allan Mora Santos, Nelson Porras Castro e Mínor Morales Porras, entre outros, incluindo dois estrangeiros não identificados, foram detidos após uma tentativa fracassada de assalto em Sarapiquí e a tentativa frustrada de sequestro de dois empresários da região. Os dois líderes do grupo, Álvaro Ramón Sequeira Mendiola e o nicaraguense Daniel Torres, foram posteriormente presos quando a fazenda onde moravam foi invadida e onde as autoridades encontraram um acampamento com refeitório e três ranchos, além de alimentos, remédios, armas e explosivos. O então ministro da Segurança, Luis Fishman, minimizou a organização, descartando que se tratava de uma verdadeira guerrilha e a descreveu como um grupo de criminosos comuns buscando notoriedade. Os réus seriam absolvidos em 1993 após dificuldades em provar sua culpabilidade, no entanto, Sequeira teria futuros desentendimentos com a lei culminando com sua prisão em 2019 por atividades subversivas similares vinculadas a denominada Frente Patriota 7 de Julho.